# Tuntex Sky Tower
Pour les articles homonymes, voir Sky Tower.
La Tuntex Sky Tower (chinois : 高雄85大樓 ; pinyin : Gāoxióng 85 Dàlóu) est un gratte-ciel situé à Kaohsiung (Taïwan) dans le district de Lingya (苓雅區), construit de 1994 à 1997.
Avec 378 mètres de haut (antenne comprise) et 347,5 mètres hors antenne, il occupait la 10e position au classement mondial des gratte-ciel en 2007. À l'origine, c'était le plus haut gratte-ciel de Taïwan, dépassant la Shin Kong Life Tower, avant que la fameuse Taipei 101 (509,2 m) ne soit édifiée en 2004.
C'est actuellement le plus haut gratte-ciel de Taïwan en dehors de Taipei.
Son architecture post-moderne due au bureau d'architecture taiwanais C. Y Lee & Partners et au cabinet d'architectes américains, Hellmuth, Obata & Kassabaum, est inspiré du caractère 高 (gāo), premier caractère du nom de la ville de Kaohsiung (高雄), et dont le sens est « haut, » La tour est donc formée d'une base, de deux jambes, et au sommet de ces deux dernières se dresse une tour centrale.
La tour ne possède pas de 44e étage en raison de l’aversion, si ce n’est la peur, du chiffre 4 (tétraphobie).